# Presidentshuis
Het Presidentshuis (Afrikaans: Ou Presidensie; Engels: Old Presidency, letterlijk voormalig presidentshuis) is de voormalige ambtswoning van de staatspresident van de Oranje Vrijstaat in Bloemfontein, in het huidige Zuid-Afrika. Het Presidentshuis is gelegen aan de President Brandstraat in het hart van de stad. Het gebouw diende van 1886 tot 1900 als ambtswoning van de republiek. 
Het gebouw huisvest sinds de jaren ’80 van de twintigste eeuw een museum, kunstgalerie en een theater: het Ou Presidensie-museum.

## Geschiedenis
Een trekboerfamilie met de achternaam Brits vestigde zich in de jaren 1820 op het terrein en bouwde er een rietgedekte boerderij. Majoor Henry Douglas Warden (toen de Britse resident van het gebied ten noorden van de Oranjerivier) kocht de boerderij in 1846 van de familie Brits. De rietgedekte boerderij van de familie Brits werd gesloopt en Warden liet een residentie van in de zon gedroogde bakstenen bouwen. Deze woning werd het 'nederige kleihuis' genoemd.
Nadat het Britse rijk in 1854 afzag van alle heerschappij over de Oranjeriviersoevereiniteit, nam de regering van de Oranje Vrijstaat de residentie over.
De nieuwe staatspresidenten van de republiek namen daarop hun intrek in de Residentie en de staatspresidenten Josias Philip Hoffman, Jacobus Nicolaas Boshoff en Marthinus Wessel Pretorius woonden allemaal in de woning tijdens hun ambtsperiode. In 1860 keurde de Volksraad plannen goed voor een nieuwe residentie voor de staatspresident. Op dat moment kon de Volksraad slechts £ 800 betalen voor de restauratie van de oude residentie. De bouw van het nieuwe gebouw werd op de lange baan geschoven. Renovaties aan het oude gebouw werden uitgevoerd in 1864 en 1874.

### Ontwerp en bouw
Begin jaren tachtig van de negentiende eeuw besloot de Volksraad dat de onderhoudskosten van het oude gebouw niet wenselijk waren en dat het gebouw niet langer geschikt was als ambtswoning van het staatshoofd van een onafhankelijk land. Daarop diende staatspresident Johannes Henricus Brand in 1882 het plan in bij de Volksraad voor een prijsvraag om het nieuwe presidentshuis te ontwerpen. Het prijzengeld was van £ 100. Uiteindelijk werden er in 1884 in totaal 27 voorstellen ingediend. De internationale architectuurwedstrijd werd gewonnen door Engelse architecten: Lennox Canning en F Goad van Canning & Goad Architects.
De bouw van het gebouw was begroot op £ 10.000, maar het door ingediende ontwerp was daarvoor eigenlijk te ingewikkeld. Ook nadat de architecten was gevraagd het ontwerp te vereenvoudigen, bedroeg de bouwsom nog £ 12.200. Met enige tegenzin werd dit geaccepteerd. Het uitgraven van een nieuwe fundering voor de nieuwbouw werd te kostbaar geacht, waarna besloten werd om de nieuwbouw op de fundering van de oude te bouwen.
De bouw begon op 22 mei 1885, toen de eerste steen werd gelegd, en het gebouw werd voltooid in 1886.

## Gebruik als ambtswoning

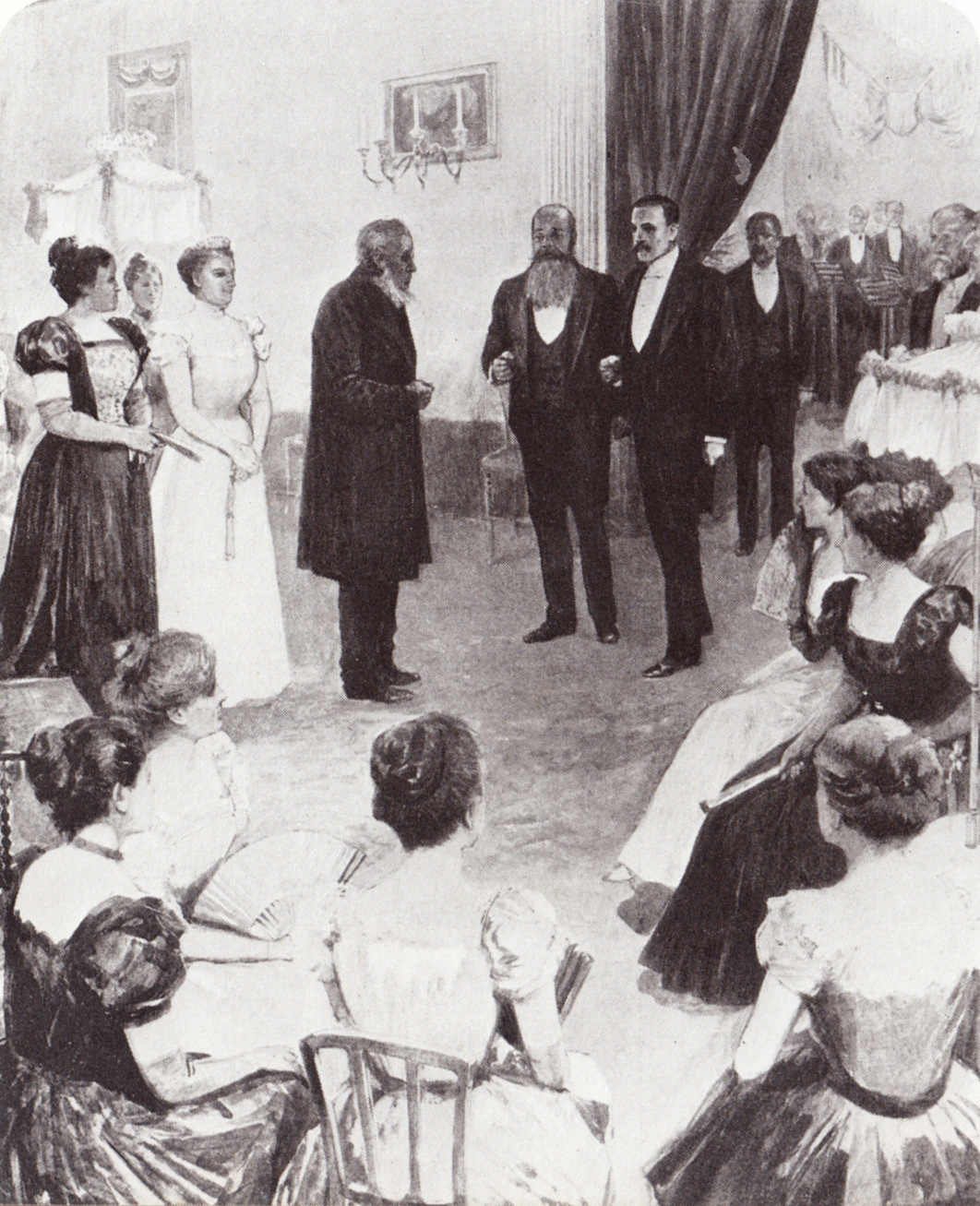
In het midden, van links naar rechts: Paul Kruger, Marthinus Theunis Steyn en Alfred Milner.

De eerste bewoner van het Presidentshuis was staatspresident Brand. Hij woonde er tot aan zijn dood in 1888. De staatspresidenten F.W. Reitz (1888-1895) en M.T. Steyn (1896-1900) woonden ook in het Presidentshuis. 
Tijdens de Conferentie van Bloemfontein diende het Presidentshuis als gastenverblijf voor onder meer staatspresident Paul Kruger van de Zuid-Afrikaansche Republiek en gouverneur Alfred Milner van de Britse Kaapkolonie. Waar de conferentie een poging van president Steyn was om oorlog tussen de Boerenrepublieken en het Britse rijk te voorkomen, vond er tijdens het welkomstdiner in het Presidentshuis een diplomatiek voorval plaats, waarbij Paul Kruger zich geschoffeerd voelde toen Alfred Milner niet hem – maar de gastvrouw, Rachel Isabella Steyn, als eerste begroette.
In de Tweede Boerenoorlog (1899-1902) kwam er een einde aan de presidentiële bewoners. Op 12 maart 1900 verliet president Steyn Bloemfontein. De volgende dag viel Bloemfontein in Britse handen. Het gebouw werd daarna door de Britse bezetter gebruikt als militair hoofdkwartier voor veldmaarschalk Lord Roberts.
Na de Tweede Boerenoorlog nam de Britse gouverneur van de Oranjerivierkolonie, Sir Hamilton Goold-Adams, zijn intrek in het Presidentshuis. Hij woonde er van 1901 tot 1910, toen de Oranjerivierkolonie opging in de Unie van Zuid-Afrika. In de tijd van Goold-Adams ontwierp de architect Herbert Baker enkele toevoegingen aan het Presidentshuis en voegde hij ook de stallen toe aan de achterkant van het huis.

## Later gebruik
Het gebouw is, anders dan bijvoorbeeld het Tuynhuys in Kaapstad, niet gebruikt als ambtswoning van de gouverneur of eerste minister tijdens de Unie van Zuid-Afrika of de (staats)president van de Republiek van Zuid-Afrika. In de jaren 50 van de twintigste eeuw werd daarvoor een andere ambtswoning in Bloemfontein gebouwd, het Oliewenhuis.
Na 1910 werd het gebouw als volgt gebruikt:
- Bijgebouw voor de lagere- en middelbare meisjesschool Eunice;
- Hoofdkwartier van het Commando Oranje Vrijstaat;
- Studentenkamers voor studenten van het Normal College;
- Kantoren voor Biblioteekdiens van die Vrystaat;
- Theaterlocatie voor het Sentrum vir uitvoerende kunste van die Vrystaat.

Het Presidentshuis werd op 27 januari 1938 een nationaal monument. Op 15 december 1989 werd het ook een provinciaal monument.

## Museum
Het gebouw is van 1973 tot 1983 gerestaureerd. Sindsdien is het gebouw hoofdzakelijk in gebruik als museum. Het museum richt zich vooral op het leven en de geschiedenis van de drie staatshoofden (Brand, Reitz en Steyn) tijdens hun respectieve ambtsperiode. Het museum heeft nog andere attracties, waaronder kunsttentoonstellingen, muziekevenementen en theaterproducties. De tuinen buiten zijn een populaire locatie voor fotografie. Het museum is doordeweeks geopend.